# Ave Maria Morena
Ave Maria Morena is de muzikale aanbidding van Maria in diverse tradities in en afkomstig uit Afrika, zoals onder andere in de van de Yoruba afkomstige, in Cuba nog bestaande, Batá. Morena is een woord uit zowel het Portugees als het Spaans, en duidt een vrouw aan met donker haar en/of huid.